# Saint-Sauveur-lès-Bray
Saint-Sauveur-lès-Bray is een gemeente in het Franse departement Seine-et-Marne (regio Île-de-France) en telt 287 inwoners (1999). De plaats maakt deel uit van het arrondissement Provins.

## Geografie
De oppervlakte van Saint-Sauveur-lès-Bray bedraagt 6,5 km², de bevolkingsdichtheid is 44,2 inwoners per km².
De onderstaande kaart toont de ligging van Saint-Sauveur-lès-Bray met de belangrijkste infrastructuur en aangrenzende gemeenten.

## Demografie
Onderstaande figuur toont het verloop van het inwonertal (bron: INSEE-tellingen).